# 黑芥

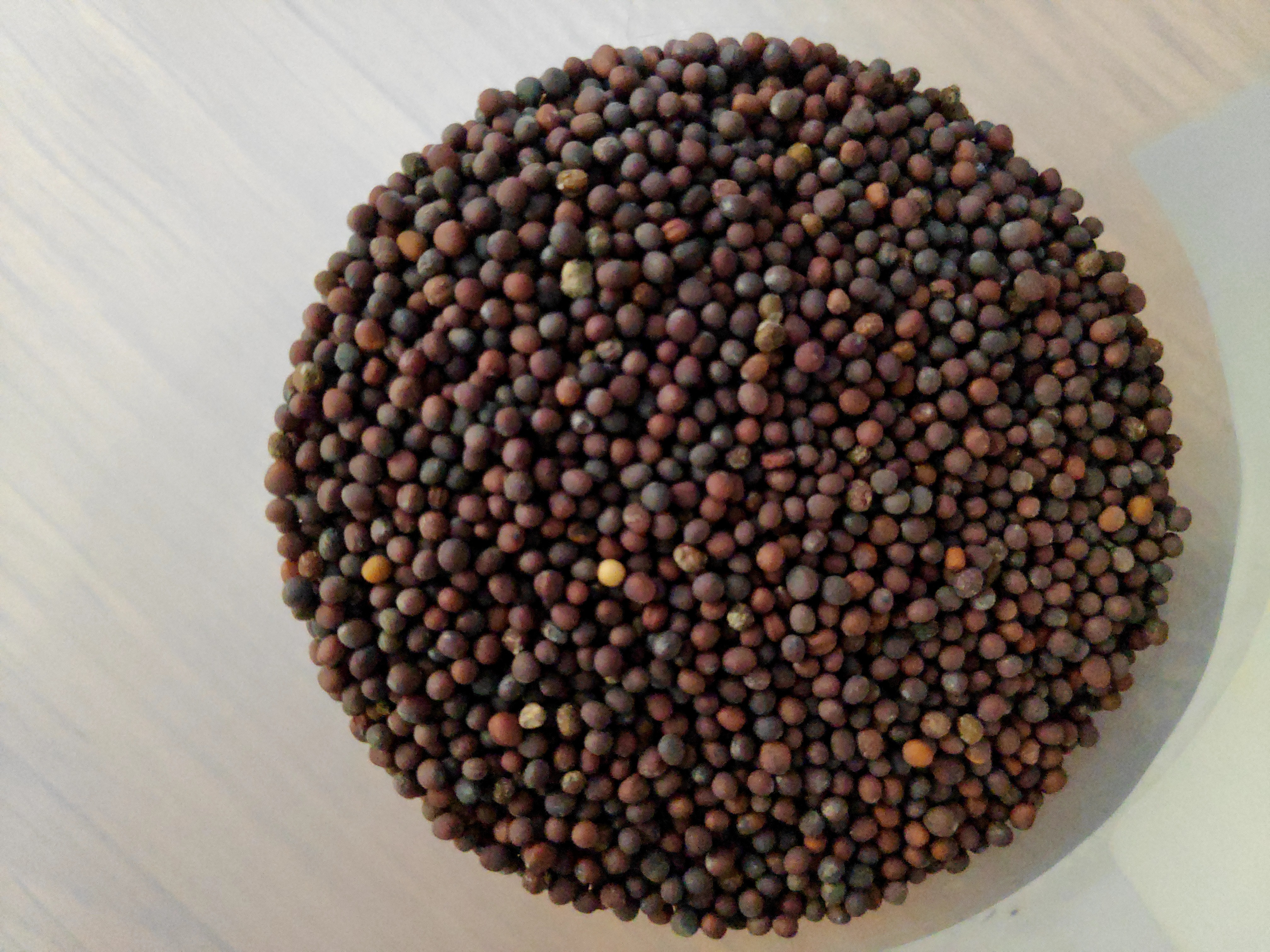
黑芥菜籽

黑芥（学名：Brassica nigra）是十字花科芸薹属的一种一年生植物，种子可作为香料。其原产于北非热带地区、欧洲温带地区与亚洲部分地区。

## 描述
黑芥茎直立，有柄叶较大。茎干靠近基部处有毛，上部光滑。在肥沃土壤中可生长至1.2米高。夏季开花，花瓣4片，黄色，长约为萼片两倍，总状花序顶生。果实为长角果，含4颗球形种子。